# Агафтон
Агафтон (рум. Agafton) — село у повіті Ботошані в Румунії. Входить до складу комуни Куртешть.
Село розташоване на відстані 365 км на північ від Бухареста, 6 км на південний захід від Ботошань, 96 км на північний захід від Ясс.

## Населення
За даними перепису населення 2002 року у селі проживали 239 осіб, усі — румуни. Усі жителі села рідною мовою назвали румунську.